# 菲斯提蒂茲宮
菲斯提蒂茲宮（Festetics Palace）是位於匈牙利城市凱斯特海伊的一座宮殿建築，為巴洛克式建築。菲斯提蒂茲宮於1745年開始建設。

## 外部連結
- Helikon Castle Museum official website （页面存档备份，存于）
- Palace info on the Keszthely town website （页面存档备份，存于）

46°46′14″N 17°14′30″E / 46.7706°N 17.2417°E